# The End of the Road (film 1915)
The End of the Road è un film muto del 1915 diretto da Thomas Ricketts. La sceneggiatura di William Pigott si basa sull'omonimo lavoro teatrale di H. Grattan Donnelly. Ambientato a Carolina Pines, una zona rurale della Virginia, il film - prodotto dalla American Film Manufacturing Company - aveva come interpreti Harold Lockwood, May Allison, William A. Carroll, William Stowell, Harry von Meter.

## Trama
Figlio di un ricco nordista, Paul Harvard, trovandosi in visita in Virginia a Carolina Pines, conosce e si innamora di Grace Wilson. In zona, giunge pure Wilbur Grant, anche lui arrivato dal Nord, un agente federale in missione per stanare le distillerie clandestine che si nascondono tra le montagne. Per raggiungere il suo scopo, Grant - che si trova lì sotto copertura - si finge un ubriacone, cosa che gli consente di avvicinare con più agio gli uomini di cui lui sospetta. Uno di questi è Richard Quigg, che si spaccia per agente immobiliare e che offre a Grace, oppressa da un mutuo esoso che sta per portarle via la tenuta, di estinguerlo se lei accetterà di sposarlo. La ragazza, indignata, rifiuta e lo butta fuori di casa. Intanto Paul, che si è stabilito in montagna dai Tolliver, una famiglia del posto, un giorno offre alla giovane Caroline Tolliver il denaro che le serve per comprarsi l'abito di un venditore ambulante, provocando molti pettegolezzi che danno adito alla voce di una loro presunta relazione. Voce che viene avvalorata dalle conclusioni cui giunge Jack, il fratello di Caroline, quando questi si accorge che la sorella è incinta. Caroline, in realtà, è segretamente sposata con Richard Quigg, ma non vuole rivelare chi sia il padre del bambino.
 
Mentre i contrabbandieri, tra i quali ci sono Quigg, Jack e anche Caroline e sua madre, si trovano nella distilleria clandestina tra le montagne, arriva, durante un temporale, Paul che viene preso e picchiato da Jack che è riuscito ad attirarlo lì per vendicare la sorella. Giunge poi anche Grant, apparentemente ubriaco, che viene chiuso in uno stanzino La bufera, però, provoca un disastro, facendo cedere la diga. Le acque inondano tutta la zona e la baracca dei distillatori viene allagata. Per miracolo, non ci sono morti e Grant salva Paul, il quale, a sua volta, superando l'inimicizia e i contrasti, salva Jack Tolliver. Avendo scoperto che il vero padre del nascituro è Quigg, Jack, pieno di vergogna, si reca a casa insieme alla sorella per discolpare l'innocente Paul. Nel frattempo, l'ipoteca di Grace è scaduta e Paul fa di tutto per riscattare la casa, ma viene superato dall'offerta di Quigg che, con sorpresa di tutti, paga una grossa cifra in contanti superando quella che Paul, non potendo usare un assegno, è riuscito in fretta e furia a mettere assieme. Sembra che Magnolia Hall, la tenuta dei Wilson, sia per Grace ormai perduta, quando invece la situazione si ribalta: Grant, attorniato da suoi agenti, interviene per arrestare Quigg che, si scopre, ha pagato sì la casa, ma con denaro stampato in proprio, rivelandosi così pure un falsario.

## Produzione
Il film fu prodotto dalla American Film Manufacturing Company. Sebbene gran parte del film sia stato girato in California, le scene del temporale furono fatte negli studios di Chicago della casa di produzione.

## Distribuzione
Distribuito dalla Mutual Masterpicture, il film uscì nelle sale cinematografiche statunitensi l'11 novembre 1915. È conosciuto anche come A Web of Intrigue, titolo con il quale il film fu ridistribuito dalla Ivan Film Productions nel novembre 1918 dopo la morte del protagonista, Harold Lockwood, ucciso dalla influenza spagnola.